# Movimiento de Izquierda Revolucionaria (Veneçuela)
|  | Per a altres significats, vegeu «Movimiento de Izquierda Revolucionaria». |

Movimiento de Izquierda Revolucionaria (MIR) fou un partit polític veneçolà d'esquerra fundat el 8 d'abril de 1960, com a resultat de la primera divisió soferta pel partit Acción Democrática, fonamentalment en els seus òrgans de joventut.

## Antecedents
Els antecedents immediats a la formació d'aquest partit es remeten directament a la visita que va realitzar el Comandant Fidel Castro, a Caracas al gener de 1959 per celebrar el primer aniversari de la caiguda de la dictadura militar del general Marcos Pérez Jiménez, en aquesta ocasió la visita de Castro va servir per insuflar ànims victoriosos als joves adecos entorn de la gesta viscuda per la Revolució Cubana a la Sierra Mestra. El contrast polític de Castro i Rómulo Betancourt van animar més a la joventut política de l'època cap a Castro per diferències generacionals més que ideològiques.
Com a colofó a la crisi interna, el partit AD, va expulsar de les seves files a diversos dirigents juvenils i a membres del partit els qui s'identificaven amb la política cubana a més de realitzar una crítica constant a la política de desocupació, lluita contra la reacció, reforma agrària, política econòmica, fiscal i internacional totes elles contràries a la base doctrinaria d'Acción Democrática.
Per aquests motius, Domingo Alberto Rangel, Gumersindo Rodríguez, José Rafael Muñoz, Leonardo Mora Arias van justificar aquesta divisió i van fundar amb quadres principalment joves al nou partit revolucionari d'esquerra.
En néixer el MIR, es va declarar segons el seu setmanari Izquierda, com un partit "marxista, el seu objectiu era conduir al poble veneçolà cap al camí del Socialisme per mitjà de la Revolució Nacional fent realitat un programa clarament anti imperialista i anti feudal".
En fracassar l'aixecament cívic militar conegut com "El Carupanazo", el 9 de maig de 1962 són inhabilitats el Partit Comunista de Veneçuela (PCV) i el MIR per part del govern de Rómulo Betancourt i aquests assumeixen la lluita armada que va durar fins al primer govern de Rafael Caldera. No obstant això el MIR fou el primer grup a llançar-se a la lluita armada a Veneçuela provocant seriosos enfrontaments urbans entre 1961 i 1962 així com la instal·lació d'un front guerriller en l'Orient del país al com van denominar Front Manuel Ponte Rodríguez que serà desmantellat en 1964 per l'Exèrcit veneçolà i reconstituït en 1965 amb el nom de Front Guerriller Antonio José de Sucre.
En aquesta etapa, el MIR integra al costat del PCV, a les anomenades Forces Armades d'Alliberament Nacional (FALN).
Entre els seus dirigents es troba Domingo Alberto Rangel, José Manuel "Chema" Saher, Américo Silva i Américo Martín, Simón Sáez Mèrida, Lucio Elpidio Cabrera, Etanislao González, José Manuel Gilli Trejo, Rubén Jaramillo, Gabriel Porta Aponte, Víctor i Fernando Soto Rojas, Julio Escalona, Jorge Rodríguez, Marcos Gómez, Carlos José Ugueto Mariño i Carlos Betancourt.
El MIR va tenir participació activa en les lluites subversives desenvolupades a Veneçuela en la dècada de 1960. Una de les cèl·lules més actives va ser la denominada "Van Troi" liderada per Jesús Alberto Márquez Finol (àlies El Motilón) qui van executar molts policies, militars i civils per no haver recolzat la lluita armada, per exemple l'afusellament del doctor Alfredo Seijas, Consultor Jurídic de la DIGEPOL al setembre de 1966, qui era advocat i va ser segrestat a l'interior de la Universitat Central de Veneçuela (UCV) i traslladat cap a la urbanització Macaracuay de Caracas, per executar-lo a trets. Altres guerrillers rurals membres de la Joventut del MIR, com Ramón Amundaray "el gato" i "el pirata" Sánchez, que van morir en ser sorpresos volant un oleoducte al nord de l'estat Anzoátegui.

## Divisions
Amb prou feines el MIR decideix anar a la Lluita Armada, un sector del partit oposat a aquestes accions i liderat per Jorge Dáger decideixen fundar el 20 d'agost de 1962 la Fuerza Democrática Popular, partit que va aconseguir prop del 10% de les votacions en 1963. En 1965 un altre sector del partit es retira i se suma al Partit Revolucionari d'Integració Nacionalista (PRIN). Després a la fi de 1968, el MIR enfronta una forta controvèrsia per l'infèrtil de la Lluita Armada i es divideix en tres grups: el MIR principal liderat per Domingo Alberto Rangel, que es pacifica i reneguen de la violència armada, recolzant a les eleccions presidencials dels anys 1973, 1983 i 1988 als candidats del Movimiento al Socialismo (MAS): José Vicente Rangel i Teodoro Petkoff. El grup de Carlos Betancourt i Gabriel Puerta Aponte que funden al Partido Bandera Roja el 20 de gener de 1970 amb una tendència eminentment rural guerrillerista legalitzat com a partit l'any 2000 no sense abans haver-se dividit en diverses escissions i el tercer grup liderat per Jorge Rodríguez i Julio Escalona que decideixen iniciar una lluita guerrillera urbana però combinada amb mitjans legals, creant la Organización de Revolucionarios (OR) la façana legal dels quals es denominaria "Liga Socialista" i servirà per participar en les eleccions sent dirigida per Carmelo Laborit, Jorge Rodríguez, Orlando Yajure, Oscar Battaglini, Norelkis Bressoli i David Nieves. A més, Américo Martín va crear una nova agrupació política anomenada Nueva Alternativa.
A partir de 1982, la tendència majoritària en el MIR inicien un procés d'aliança i fusió amb el Moviment al Socialisme (MAS). En 1983 participen en les eleccions per a President i Congrés de la República dins de la targeta electoral denominada MAS-MIR. Posterior a aquesta elecció s'inicia el procés de fusió definitiva de tots dos partits, quedant el MIR oficialment dissolt i bona part dels seus militants integrats en el MAS.
Va ser en les eleccions de Desembre de 1988 quan el MIR es va presentar unificada en aquestes eleccions amb el Moviment Al Socialisme en una targeta taronja amb el logo d'ambdues organitzacions. Després d'això la seva actuació electoral va culminar integrant-se definitivament al MAS.